# Hans von Linstow
 Hans Ditlev Frantz von Linstow (4. maj 1787 i Hørsholm – 10. juni 1851 i Christiania) var en dansk-norsk arkitekt og maler.
Linstow var søn af holstensk jægermester, senere dansk overforstmester, gehejmekonferensråd Christoph Hartwig von Linstow og Charlotta Benedicta Eleonora von der Lühe. Han studerede tegning og maling ved Det Kongelige Danske Kunstakademi i København, samtidig med at han studerede jura. Han afsluttede studierne i København i 1812 og rejste dernæst til Kongsberg, hvor han 1812-1814 var elev ved Bergakademiet. Han afsluttede ikke ingeniørofficeruddannelsen, men studerede arkitektur ved siden af. Han var fra 1814 beskæftiget ved kong Christian Frederiks hof og i tiden 1815-1818 var han regimentskvartermester og auditør ved det Akerhusiske ridende Jægerkors. Til 1820 var han brigadeauditør i kavaleriet og garnisonsauditør i Christiania.
Linstow gav undervisning først i gipsklassen og i årene 1822-1840 i bygningslære ved Den kongelige tegneskole i Christiania. 
I 1823 fik han til opdrag at tegne Det Kongelige Slott i Oslo og var involveret i at udforme Slottsparken og tegne Gardens vagtstue. Han hjalp også vennen Henrik Wergeland med bygningen af Grotten.
Slottet blev bygget et stykke fra selve bybebyggelsen, og Linstow fremlagde i 1838 en plan for at knytte det nærmere sammen med selve byen. Det resulterede i den senere Karl Johans gate. Gaden fik først navnet Slottsveien, og Linstow ønskede gaden bebygget med offentlige bygninger på begge sider, og at byens tyngdepunkt fremover skulle ligge i denne gade frem for Egertorget.
Linstow udarbejdede også 1828-1831 mønstertegninger for norske kirker, og omkring 80 kirker blev opført med udgangspunkt i disse tegninger. Han udførte tilsvarende mønstertegninger for præstegårde.
Han var medlem af Videnskabernes Selskab i Trondheim fra 1821.
Linstow havde i sin ungdom tilegnet sig den C.F. Hansen'ske stil, men blev på sin Tysklandsrejse 1835-1837 påvirket af den tyske klassicisme. Skønt kongeslottet ikke blev fuldendt efter hans oprindelige planer. Dem redegjorde han for i et lille skrift: Beskrivelse over den vordende Kongebolig i Christiania (1826). Slottet blev bygget med visse indskrænkninger navnlig for hovedfacadens vedkommende og blev banebrydende, og hans virksomhed må siges at have dannet skole i norsk bygningskunst. Dets interiører skyldes for en stor del J.H. Nebelong, som blev indkaldt til at udføre dette arbejde 1839. Foruden en række avisartikler har Linstow udgivet Udkast til Kirkebygninger paa Landet i Norge (1829), Forslag angaaende Opførelsen af et nyt Skuespilhus i Christiania (1836) og Forslag til Forbindelse mellem Kongebolig og Christiania By(1838).
Linstow blev gift 20. november 1827 i Christiania med Ferdinanda Augusta Charisius (18. januar 1780 under forældrenes rejse fra Skt. Croix til Norge – 16. januar 1849 i Christiania), datter af pakhusforvalter på Sankt Croix, senere toldinspektør i Arendal Ferdinand August Charisius og Elisabeth Cooper.
I 1885 blev Linstows Gade i Oslos centrum opkaldt efter ham. Den går fra Wergelandsveien til Sven Bruns gate.

## Værker

### Malerier
- Landskaber
- Kopi efter Raphael Mengs
- Modeltegning (1810-12, lille sølvmedalje)
- Selvportræt (ca. 1814)

### Arkitektur
- Det kongelige Slot, Christiania (1823-27, 1833-48)
- Forslag til regulering af Karl Johans Gate og af pladsen foran slottet (1836 og 1838)
- Regulering af gadeforløb og bebyggelse ved Wergelandsveien, Parkveien og Hedehaugveien (1846)
- Eget hus, Wergelandsveien 15, Christiania (ca. 1848, nedrevet 1955)
- Adskillige kirker, bl.a. Helleland (1832); Flekkefjord (1833); Kvinesdal (1837)
- Adskillige kirker (bl.a. Grue, Rugsund, Nærbø, Hornindal) og præstegårde opført efter Linstows mønstertegninger
- Mønstertegninger til arbejderboliger

### Projekter
- Højesteretsbygning, Christiania (1835, 1841)
- Stortingsbygning, Christiania (1841)
- Trefoldighedskirken, Christiania (1849)

### Skriftlige arbejder
- Beskrivelse over den vordende Kongebolig i Christiania, 1826.
- Udkast til Kirkebygninger paa Landet i Norge, 1836.
- (med J. Sverdrup), Veiledning til Anlæg og Bebyggelse af Præstegaarde paa Landet i Norge, 1835.

## Galleri med enkelte af Linstows kirker
- Grue kirke.
- Rugsund kirke.
Foto: Chell Hill
- Nærbø gamle kirke.
Foto: Jarle Vines
- Hornindal kirke.